# Zacharias Topelius
Zacharias Topelius (født 14. januar 1818, død 12. marts 1898) var en finlandssvensk digter og historiker, søn af Zacharias Topelius den ældre.

## Akademisk karriere
Han blev student 1833, magister 1840, licentiat 1844, dr. phil 1847 og professor i historie i Helsingfors fra 1853 til 1878.

## Privatliv
Topelius fik en udmærket opdragelse, og han stiftede tidlig indgående bekendtskab med den svenske og europæiske litteratur, som øvede så stærk indflydelse på hans udvikling, at han optrådte som digter, før han blev student. Kort efter at han var blevet magister, var han saa heldig at blive redaktør af Helsingfors tidningar, og da hans økonomiske kår således bedredes, giftede han sig 1845. Året efter ansattes han som lærer og biblioteksassistent, og derved kom han i berøring med almindelig menneskers liv, hvilket indvirkede på hans litterære produktion.

## Den nationale vækkelse
Topelius blev optaget af spørgsmålet om Finlands nationale identitet og det finske folks fremtid. Da han udgav »Ljungblommor« (1845), stod han derfor over for et vendepunkt i sit liv, hvilket også viser sig derved, at han senere udelod størstedelen af denne digtsamling i de senere samlede udgaver af sin digtning.
Det nationale element viser sig særlig i hans egenskab af avisredaktør. Topelius satte skel i den finske journalistiks historie ved sine »Leopoldinerbreve«, hvor alle tidens brændende spørgsmål behandles. Med forkærlighed dvæler han ved arbejderspørgsmål, Spørgsmaal om forædlende folkefornøjelse osv., men samtidig følges den finsk-nationale sag med interesse, hvorom bl.a. hans opråb »Till Finlands mödrar« om at lære børnene at elske deres land og sprog vidner. Endelig giver han oversigter over udlandets historie, og gennem artiklerne om Europas kulturbevægelser går en kraftig opfordring til hans landsmænd om at tilegne sig det mest værdifulde fra den europæiske kultur. Efter revolutionerne i 1848 bliver det en stadig fordring i retning af selvovervindelse til fordel for det finske folk, som
gennemtrænger både hans journalistiske produktion og hans digtning.
»Våren 1848«, »Finlands namn«, »Studentvisa« (1852) og »I mörka tider« betegner Topelius
opfattelse af individets ringhed i forhold til den idé, som skal befordres, og det er samme
anskuelse, som fremtræder i de historiske noveller, »Gamla baron på Rautakylä« (1845),
»Hertiginnan af Finland« (1850). I 1851 påbegynder han udgivelsen af
romancyklusen »Fältskärns berättelser«, der omfatter seks bind (1853—67) og indeholder et
finsk-svensk romantisk-historisk billedgalleri fra Gustaf 2. Adolf til Gustaf IIIs Dage. Hans forkærlighed for det mystiske fremtræder her i blandingen af spændende eventyr, brogede scenerier, som er forenet under hans optimisme, sandhedskærlighed og idealistiske retfærdighedstrang. Han har her særlig valgt ungdommen og folket til genstand for sine
skildringer, og denne følelse for det enkle og naturlige har gjort Topelius særlig egnet til at være fortæller for børn. Han begyndte sin børnebogsproduktion med 4 samlinger af »Sagor«
(1847, 1848, 1849, 1852), i hvilke han giver en klar og enkel fremstilling af de ledende ideer,
som har sat hans stemningsliv i svingninger.

## Dramatiker
Topelius bevægede sig ind på et nyt litterært område, da han i 1850’erne begyndte at
dramatisere sin novelle »Gamla baron« og derefter skrev enkelte skuespil, librettoer og
proverber.

## Samfundsdebattør
Han deltog i tidens storpolitiske debat under Krimkrigen mellem
Vestmagterne og Rusland. I Digtet »Den första blodsdroppen« (1854) og flere artikler samt i
»Sylvias visor« udtaler han sig tydeligt og skarpt om Finlands Stilling til
Rusland under Krimkrigen, og i den tredje samling af »Ljungblommor« (1854) findes tillige digte,
hvori han udtaler sig forhåbningsfuldt, en tone, som anslås endnu kraftigere i digtene
»Islossningen i Uleå elf«, »Saima kanal« og i flere digte fra 1856. Topelius håb blev imidlertid
beskæmmet, det var kun under anvendelsen af den alleryderste forsigtighed, at han beholdt
sit professorat og kunne udgive sit dagblad.

## Religiøsitet og børneopdragelse
Da han endelig 1860 så sig nødsaget til at opgive sin avis, kunne han se tilbage på en
meget betydelig virksomhed både som redaktør og forfatter, og hans arbejdsevne toges
meget stærkt i brug ved universitetet og ved forskellige andre hverv. Men han fandt dog
tid til fortsat digtning og til udarbejdelse af indlæg om dagens vigtigste problemer. Han
hilser med glæde enkelte kulturelle fremskridt, men efterhånden fremtræder et
religiøst element meget stærkt, hvilket særlig kom til sin ret under hans virksomhed som
medlem af salmebogskommissionen og under hans udarbejdelse af »Evangelium för barnen« (1893),
en udlægning af kirkeårets Evangelier. Men tillige gjorde hans religiøsitet sig gældende i
hans senere omarbejdelser af ældre Ting. Det kunne ikke undgås, at hans udtalelser ofte
stødte an mod opinionen; men efterhånden blev det dog anerkendt af et flertal at han i hovedsagen havde retten på sin side i den store sprogstrid mellem svensk og finsk
og striden om børneopdragelse.
Hans 70- og 80-årsfødselsdage blev nationale festdage, hvorom et stort antal
festpublikationer bærer Vidne. Han stod da for den almindelige bevidsthed som den sidste
repræsentant for den finske litterære storhedstid, og man følte, så længe han levede, at hans
navn var et værn mod de tunge tider, som brød frem. Men kort efter den sidste festdag
sygnede han hen og døde knap to måneder efter.

## Vurdering
Topelius tilhørte romantikken helt og holdent. Fædrelandskærligheden er det centrum, om
hvilket stærke etiske og religiøse følelser slynger sig. Sammensatte følelser er ham fremmede;
hvor han mest er sig selv, fornemmer læseren et friskt pust af lune og ungdomsfriskhed og
en varm naturglæde. Derfor blev han digter for børn og usammensatte naturer.